# Olmützi alkotmány
Az olmützi alkotmányt (más néven oktrojált alkotmányt) I. Ferenc József császár adta ki császári pátenssel 1849. március 4-én. Két alkotmányos dokumentum alkotja: a Császári alkotmány az osztrák császári birodalom számára és az alapjogi pátens. A morvaországi Kroměřížben ülésező osztrák alkotmányozó birodalmi gyűlés e két tervezetén alapuló alkotmányos jogforrást nevezik együttesen olmützi oktrojált alkotmánynak (németül: Oktroyierte Märzverfassung). A dokumentum, szakítva a népszuverenitással, visszatért a monarchikus legitimitáshoz. A közjogi művet megalkotó birodalmi gyűlést azonban március 7-én feloszlatták, azzal az indokkal, hogy nem készített használható alkotmánytervezetet.

## Előzményei

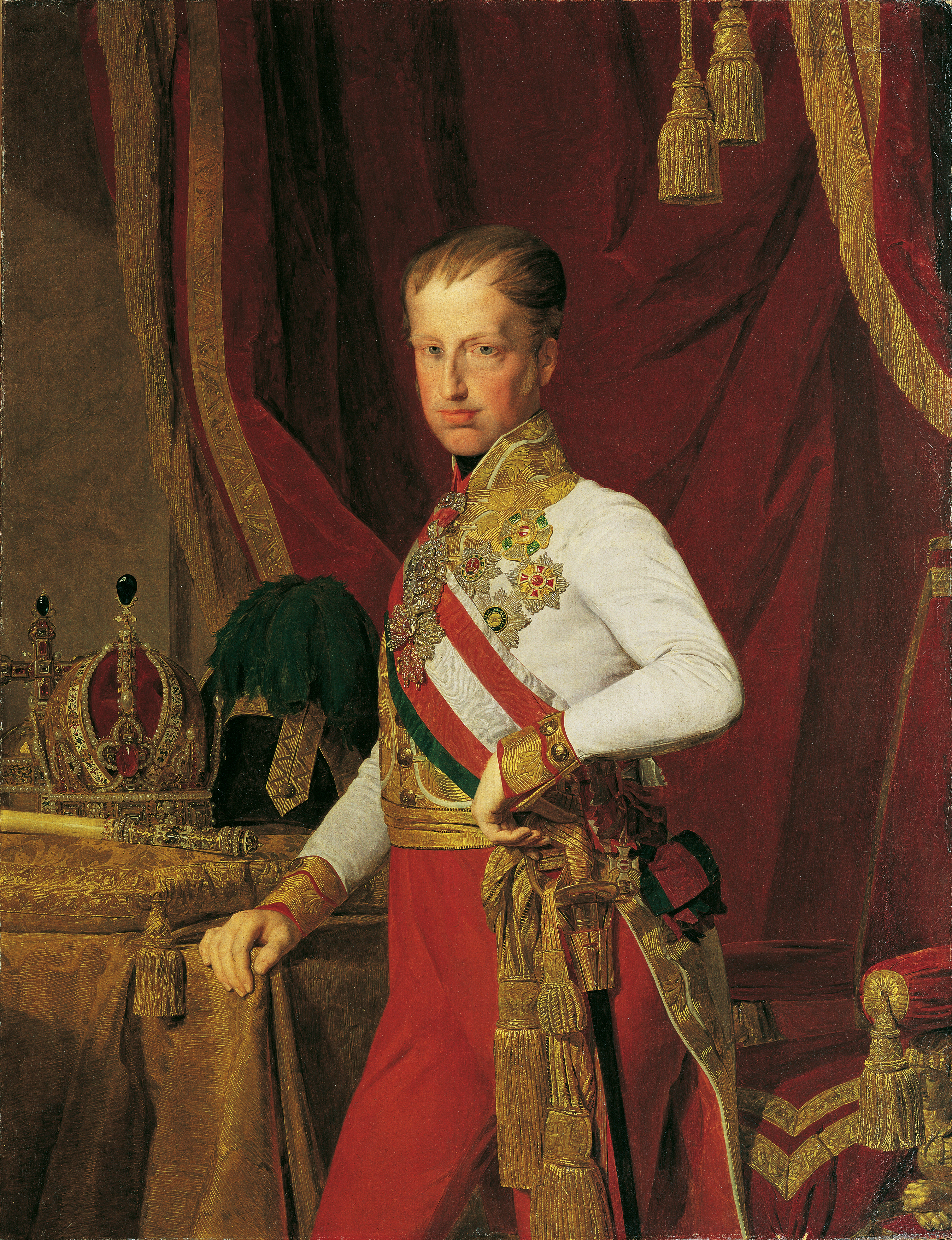
V. Ferdinánd osztrák császár és magyar király

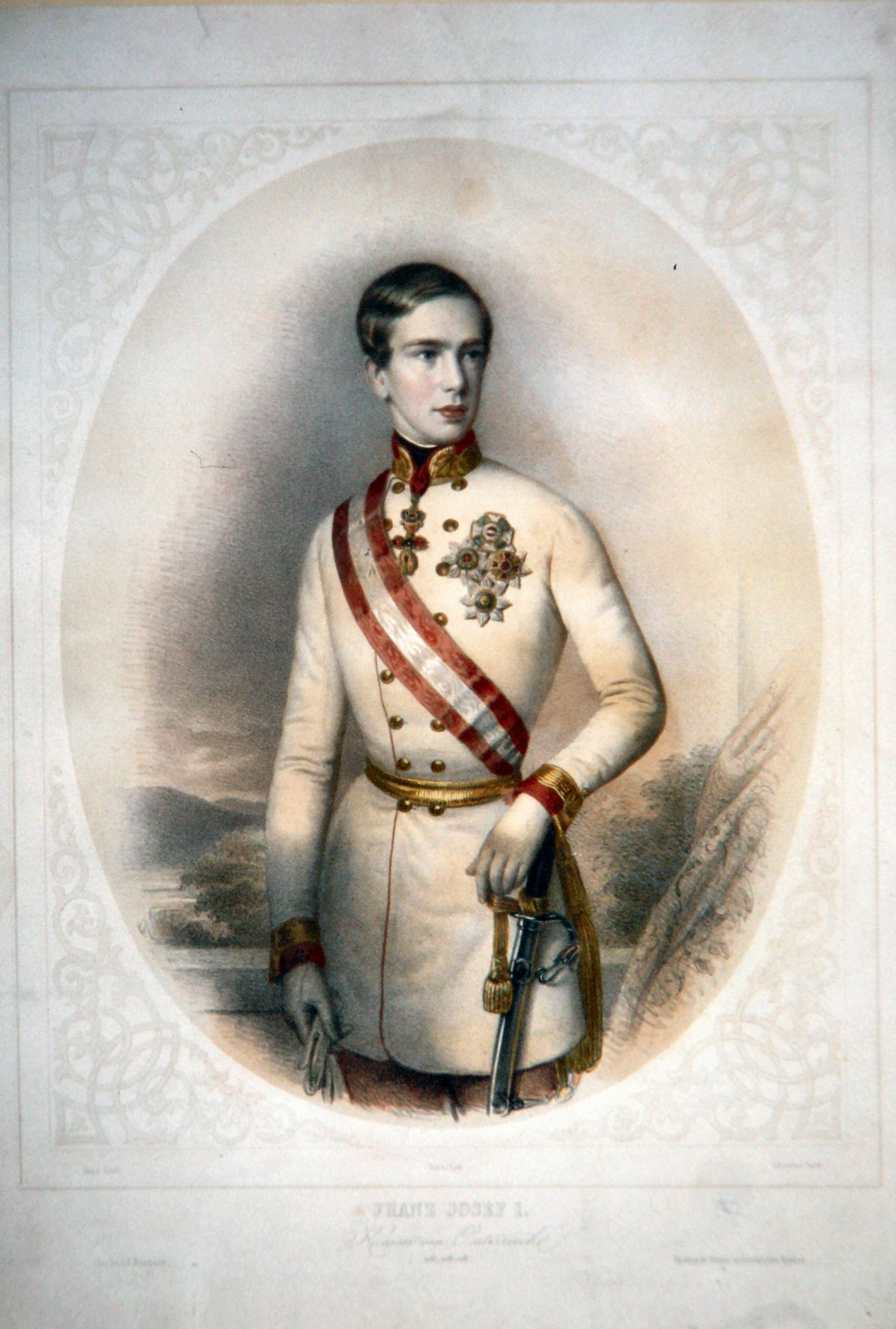
Ferenc József főherceg

V. Ferdinánd király 1848. december 2-án Olmütz (magyarosan Alamóc) városában mondott le unokaöccse, Ferenc József főherceg javára, mivel a Habsburgoknak nem volt érdeke, hogy V. Ferdinánd legyen a király. Mivel ő szentesítette az áprilisi törvényeket, a keze "meg volt kötve", ezzel ellentétben unokaöccsének, Ferenc Józsefnek, nem volt érdeke megtartani a törvényeket. 

## Főbb rendelkezései
Az olmützi oktrojált (azaz uralkodói rendelettel, "engedményként" kiadott) alkotmány számos egyéni szabadságjogot – így a törvény előtti egyenlőséget, a nyelvi és nemzeti egyenlőséget – biztosított, eltörölt minden hűbéri alárendeltséget. Alapjában véve azonban az olmützi alkotmány életbelépése esetén egy ugyancsak centralizált és abszolutista állam megteremtését jelentette volna.
Rendelkezéseinek éle különösen a „lázadó” magyarok ellen irányult: az alkotmány szerint az ausztriai császárság koronatartományokból állt, a Szent Korona országait ezért felosztotta Magyar Királyságra, Erdélyi Fejedelemségre – az uniót Erdéllyel semmisnek nyilvánítva, – Katonai határőrvidékre és Dalmát–Horvát–Szlovén Királyságra. A császári házhoz lojális Horvátország Dalmácia mellett megkapta a Magyar Királyságtól elvett Fiume kikötővárost is.
Az alkotmány szerint a császárt abszolút vétójog illette meg és ő gyakorolta a kizárólagos törvényhozó- és végrehajtó hatalmat, de utóbbinál megmaradt a miniszteri ellenjegyzés- és felelősség (politikailag a birodalmi gyűlés, jogilag a birodalmi bíróság előtt). A császár által kinevezett birodalmi tanács (Reichsrat) pusztán az ő tanácsadó testülete lett. A birodalmi gyűlés a dokumentum szerint kétkamarás volt (ld. "kremsieri terv"). Továbbá az alkotmány rögzítette: abban az esetben, ha épp nem ülésezik a Reichstag, fenyegető veszély esetén a császár törvényerejű rendeletet bocsáthat ki, de csak valamennyi miniszter ellenjegyzésével együttesen, s erről be kell számolniuk a birodalmi gyűlés előtt. Ez is a tartományok föderalizmusára épülő, a közösségi kormányzatot fenntartó elv volt, de kerületek itt nem voltak.
Az alkotmány szerinti bírósági szervezet felépítése megegyezett a kremsieri nemzetgyűlés alkotmányában foglaltakkal.

## Sorsa és értékelése
Az olmützi alkotmány sohasem lépett életbe. Az alkotmánnyal Ferenc József többek között azt akarta elérni, hogy császársága alá tagolja Magyarországot. Magyarországon azonban ekkor még nem ismerték el őt mint uralkodót, hanem egészen a trónfosztás kimondásáig V. Ferdinándot tekintették koronázott királynak. Így a Ferenc József nevéhez fűződő dokumentumot sem tekinthették hatályosnak.
Az alkotmány bevezetését a szabadságharc miatt elhalasztották, s végül 1851. december 31-én egy császári pátens hatályon kívül helyezte.